# Lachenalia orchioides
Lachenalia orchioides là một loài thực vật có hoa trong họ Măng tây. Loài này được (L.) Sol. mô tả khoa học đầu tiên năm 1789.

## Hình ảnh

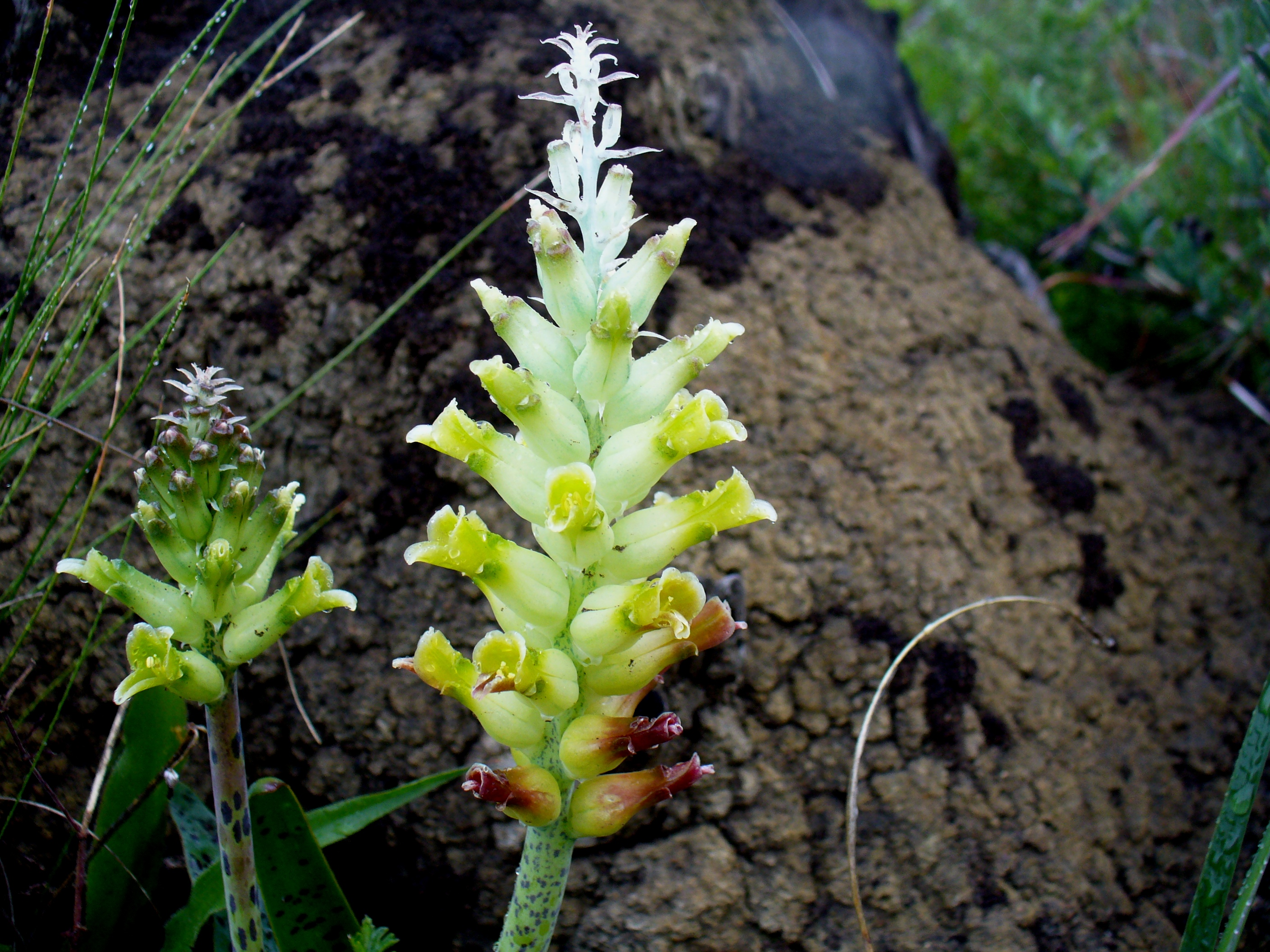
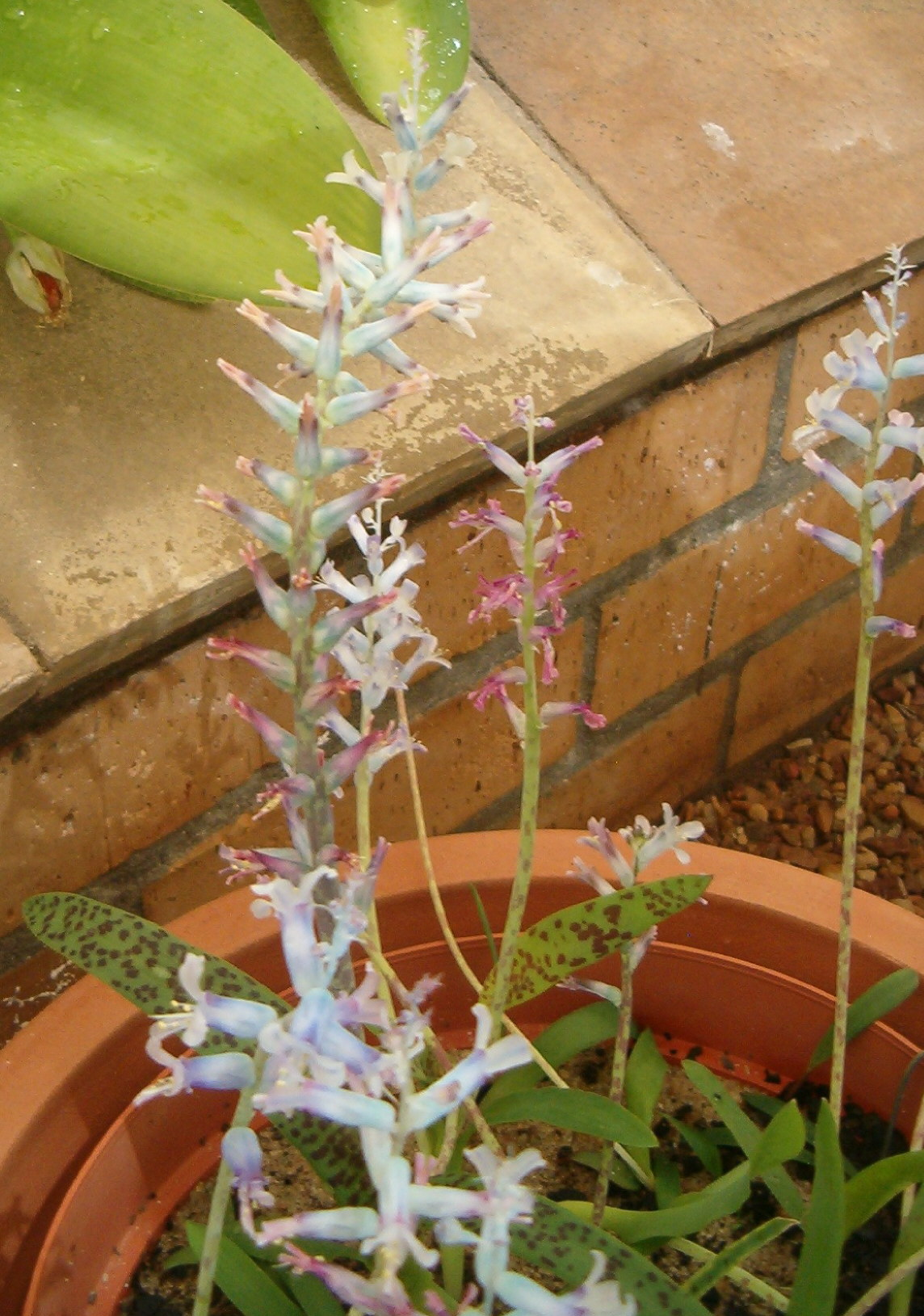
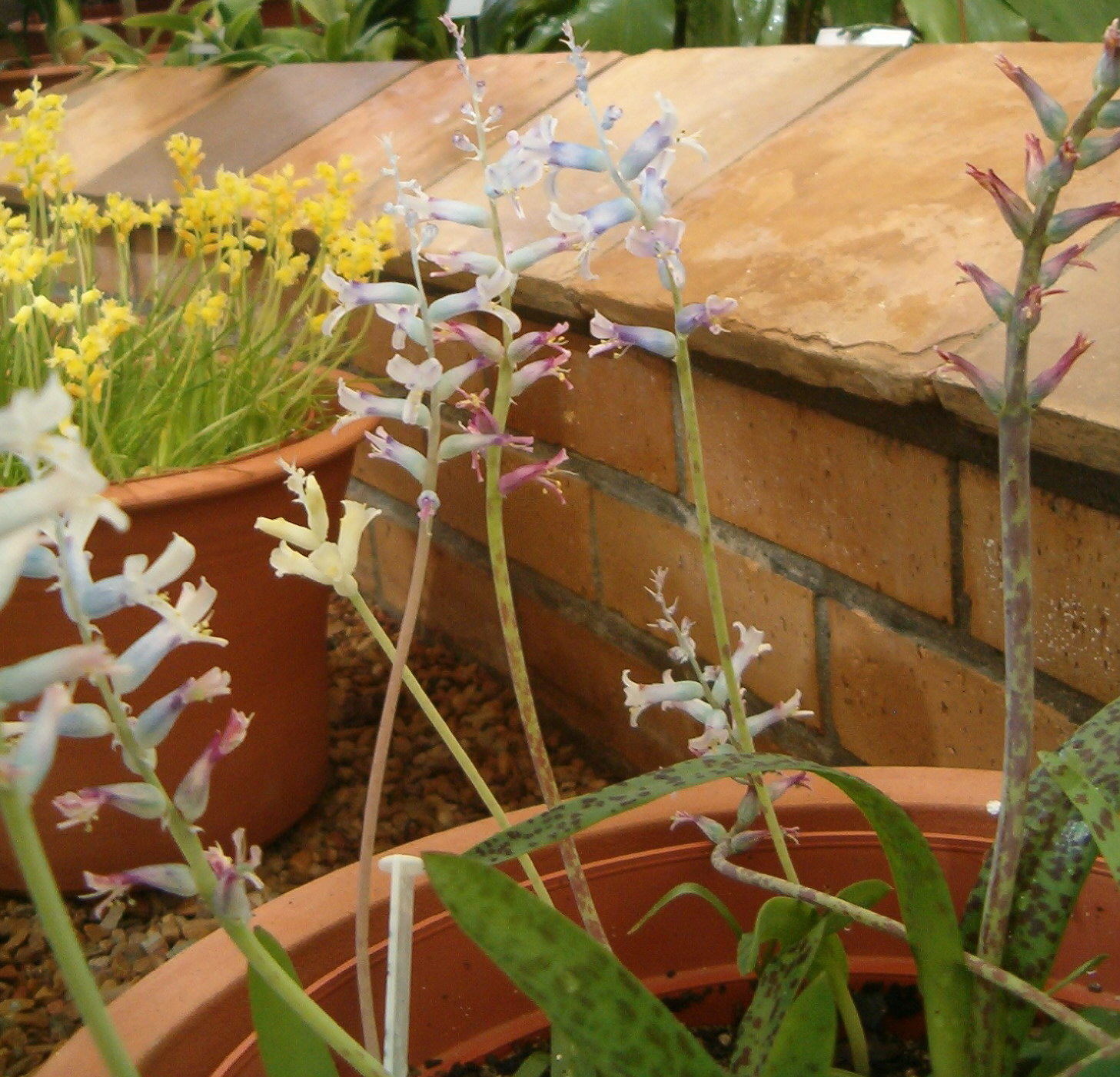
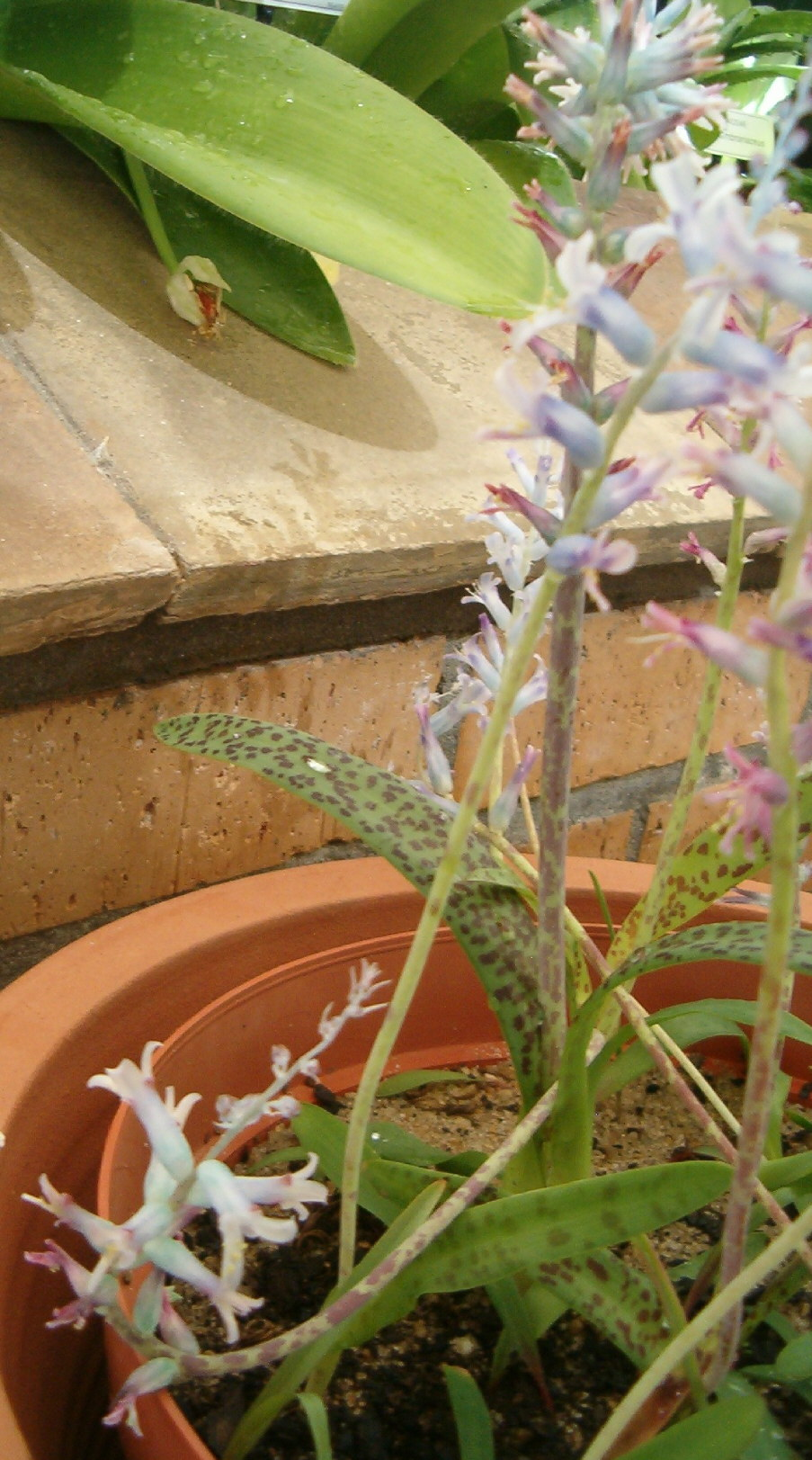